# Oljokminszki járás

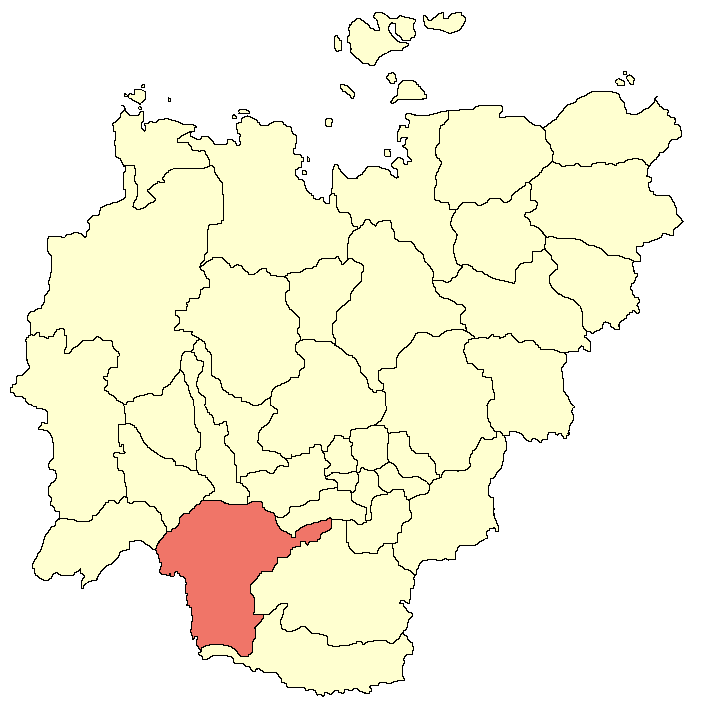
Az Oljokminszki járás Jakutföldön

Az Oljokminszki járás (oroszul Олёкминский район, jakut nyelven Олёкминский район) Oroszország egyik járása Jakutföldön. Székhelye Oljokminszk.

## Népesség
- 2002-ben 27 563 lakosa volt, melyből 13 284 orosz (48,2%), 11 481 jakut (41,65%), 1064 evenk (3,86%), 621 tatár, 316 ukrán, 149 even, a többi más nemzetiségű.
- 2010-ben 26 785 lakosa volt, melyből 12 206 orosz, 11 402 jakut, 1234 evenk, 464 tatár, 265 even 215 ukrán, 100 örmény stb.